# Exegeză
Exegeza (din limba greacă: exegesis = explicație, comentariu) este interpretarea (filologică, gramaticală, istorică etc.) a unui text, referindu-se în special la comentarea textelor biblice.
Întrucât atât iudaismul, cât și creștinismul s-au dezvoltat din evenimente istorice, Biblia - spre deosebire de literatura sacră a altor religii, cum ar fi hinduismul și islamul - a făcut totdeauna obiectul unor analize critice. Cu toate că cele mai multe cărți ale Vechiului Testament, cât și ale Noului Testament au fost redactate anonim, ele au fost scrise de oameni și este legitim ca ele să fie supuse unor criterii de analiză valabile și pentru alte producții ale personalităților umane. Comentatorii religioși, evrei sau creștini, consideră însă că aceste scripturi sunt de inspirație divină, fiind o revelație a lui Dumnezeu făcută autorilor, fie cuvânt cu cuvânt, fie sub formă de visuri, viziuni sau alte forme de apariție.
Vechii rabini din Țara Israel sau Babilon (200-500 p. Chr.), ale căror comentarii au fost reunite în Talmud, s-au străduit să demonstreze lipsa de contradicții din textele sfinte și identitatea dintre Biblie și religia ebraică (vezi: Mișna). În perioada elenistică învățatul evreu Philon din Alexandria - cu mai mult de un mileniu înaintea lui Moise Maimonide - a făcut prima încercare de armonizare a scrierilor religioase iudaice cu filosofia greacă și cu datele științifice ale epocii. Philon, folosește o serie de alegorii și reduce semnificația pur verbală a textelor, accentuând sensul lor de inspirație divină, accesibil însă numai inițiaților.
Părinții bisericii creștine au urmat și ei aceeași cale, subliniind totuși că spiritul Vechiului Testament se revelă cu adevărat abia în Noul Testament. Acest punct de vedere este și astăzi reprezentat de Biserica Catolică, de ex. în decretul asupra Sfintei Scripturi adoptat de Conciliul Vatican II (1962-1965).

## Primele cercetări critice
În comentariul său asupra Genezei ("Cartea facerii"), Sfântul Augustin constată o discrepanță între imaginea lumii din vremea sa și cea a autorilor biblici (De Genesi ad Litteram, 401-415 d.Hr.) și subliniază necesitatea unei cercetări critice a scrierilor biblice. Tradiția augustiniană în epoca premodernă a fost continuă în Vest, marcată fiind de reprezentanți mai mici, precum Petru Abelard de exemplu, sau mai mari precum Toma de Aquino. În Biserica răsăriteană, învățatul Teodor din Mopsuestia face deosebirea între "spiritul profetic", adică iluminația divină care stă la baza celei mai mari părți din Biblie, și "spiritul înțelepciunii", prezent la diverși autori, aparținând însă propriilor lor idei și considerații omenești, fără a avea origine în revelația lui Dumnezeu. 
O analiză critică a textelor biblice în accepțiunea actuală s-a conturat totuși abia în epoca Iluminismului. Printre primii cercetători în această direcție din secolul al XVII-lea se numără filosofii Thomas Hobbes și Baruch Spinoza precum și învățatul francez Richard Simon. Un impuls în această direcție fusese dat deja de Reformă, care a reactualizat studiul Bibliei și a introdus noi metode de considerații critice. 
Fiecare nouă traducere a textelor biblice obligă pe traducător să caute scrierile cele mai vechi, unele din timpurile pre-creștine, pentru a putea ajunge la semnificația cea mai apropiată de intențiile autorilor. Nu există texte biblice originale, ci numai versiuni redactate la câteva secole după cele presupus originale. Astfel manuscrise ale Vechiului Testament încă existente își au originea în timpul după începutul erei creștine; (care confruntate, totuși, cu textul masoretic reiese că derivă direct din versiunile ebraice originale), cu excepția Septuagintei LXX, tradusă din ebraică în greacă în sec. al III-lea î.Hr.

## Cercetări istorico-critice moderne
În secolele al XVIII-lea și al XIX-lea, unii cercetători pun sub semnul întrebării însăși veridicitatea scrierilor sfinte, analizează izvoarele manuscriselor și se îndoiesc că unele ar fi redactate de presupușii autori (de ex. de Evangheliștii Noului Testament), ci de persoane purtătoare de cuvânt ale unor grupe sau ale unor biserici locale, corespunzând nevoilor și punctelor lor de vedere. În felul acesta s-ar explica și lipsa de identitate și unele contradicții din cele patru Evanghelii. La fel cărțile Vechiului Testament (cele cinci cărți ale lui Moise, Profeții, Psalmii lui David sau Proverbele lui Solomon) ar fi opere tradiționale colective, ajunse la forme definitive în decurs de secole. Folosindu-se metoda studiilor comparate, structuralismul descoperă concordanțe cu scrierile altor culturi, în care se găsesc motive identice. Structuralismul presupune o structură psihologică comună unei anumite perioade istorice în condiții socio-culturale asemănătoare, din care rezultă un mod de gândire similar, ce depășește intențiile autorilor.